# 下田祐
下田 祐（しもだ ゆう、Yu Shimoda、1982年11月2日 - ）は、日本のゲームミュージック作曲家、ギタリスト、キーボーディスト。静岡県浜松市出身。

## 略歴
静岡県立浜松湖東高等学校卒業後、大阪市立大学商学部商学科入学。在学中の2003年より、YS名義で同人音楽活動を開始、東方Project等のCDを頒布する。
卒業後の2007年、インティ・クリエイツ入社。同社開発のロックマンシリーズなどの楽曲を手がけたのち、2009年退社。
2011年、ガスト入社。アトリエシリーズなどの楽曲を手がけたのち、2014年退社。2016年、NextNinja入社、2017年同社を退社。
同年6月、タイトーに入社し、同社のサウンドチーム「ZUNTATA」のメンバーに加入。作曲・サウンドディレクション、ライブにてギター・ベースの演奏も担当した。
2021年8月、同社を退社。同年9月、SNKに移籍。

## 作品

### ゲーム

#### インティ・クリエイツ
- ロックマン9 野望の復活!!（Wii、PS3、Xbox 360）
- ロックマン10 宇宙からの脅威!!（Wii、PS3、Xbox 360）
- クレヨンしんちゃん 嵐を呼ぶ シネマランド カチンコガチンコ大活劇!（DS）
- ドラえもん のび太と緑の巨人伝DS（DS）
- クレヨンしんちゃん 嵐を呼ぶ ねんどろろ〜ん大変身!（DS）
- 超劇場版ケロロ軍曹_撃侵ドラゴンウォリアーズであります!（DS）

#### ガスト
- ロロナのアトリエ 〜アーランドの錬金術士〜（新・ロロナ）（PS3、PlayStation Vita）
- エスカ&ロジーのアトリエ 〜黄昏の空の錬金術士〜（PS3）
- メルルのアトリエ 〜アーランドの錬金術士3〜（Plus）（PlayStation Vita）
- アーシャのアトリエ 〜黄昏の大地の錬金術士〜（PS3）
- シェルノサージュ〜失われた星へ捧ぐ詩〜（PlayStation Vita）

#### タイトー
- たけしの挑戦状（iOS/Android版追加楽曲）
- レイフォース（Android版、Amazonアプリストア版 限定特典「G」ZUNTATA 30th MIXバージョン）
- レイクライシス（iOS/Android版、「ラベンダーの咲く庭-Progressive Flute Ver.-」）
- グルーヴコースターシリーズ
- スペースインベーダーエクストリーム for Steam
- NOBORINVADERS
- D4DJ Groovy Mix（ブシロード）
  - 「バブルボブルメドレー」（出典：バブルボブル）」アレンジ提供
- アリス・ギア・アイギス（コロプラ）
- 大乱闘スマッシュブラザーズ SPECIAL（任天堂）
  - 「We're The Robots (Dr. Wily Stage 2)（出典：ロックマン9 野望の復活!!）」アレンジ提供
- CD『DARIUS THE OMNIBUS II －群像－』
  - Nintendo Switch用ソフト『ダライアス コズミックコレクション』特装版同梱特典CD
  - 「FAKE -PROGRESSIVE KOTA MIX-」（『ダライアス外伝』楽曲「FAKE」アレンジ提供）
- 東方スペルバブル
- 鬼灯の冷徹〜地獄のパズルも君次第
- ラクガキ キングダム

#### その他
- ぴことちこ ショタアイドルのオシゴト/てぃんこーべる
- 擬態催眠/BlackRainbow
- アルタードピンク/BlackRainbow
- 相姦遊戯2/BlackRainbow
- 裏・催眠術2/BlackRainbow
- 相姦遊戯/BlackRainbow
- Hush a by baby…/pix　 主題歌+BGM
- My Merry Maybe/KID 音声編集
- 東方紫香花/とらのあな
- WinterMix ver2
- もじもじ ちびっ子魔法学園/BiTきゃろる
- 禁断の家族関係/AMBER
- 風ノ唄
- 自慰倒錯II〜破滅への快楽〜/Tinker Bell
- Triangle Hスーパーリミックス Vol.2 /Triangle
- 少年達の病棟 Full Voice ver/Singing-Canary
- 魔法少女 B子/ScooP
- スクールデイズ/ScooP
- サクセス/ScooP
- 誘惑2/ScooP
- 誘惑/ScooP
- ヨリドリ 〜魅惑の型録遊戯〜/Extry
- どきどきサマーレッスン/Megami
- powder snow/Megami
- 追憶/ Purple
- かすみ遊戯/Purple
- 麻雀Double Ronde/Rain Software
- 風ノ唄　/みるくそふと
- fromM/BlackRainbow
- 巫〜かんなぎ〜/BlackRainbow
- 催眠術/BlackRainbow
- 少年達の病棟/Singing-Canary
- 8BIT MUSIC POWER FINAL コロンバスサークル
- 8BIT MUSIC POWER ENCORE コロンバスサークル

### テレビ
- en:The_Hairy_Bikers'_Asian_Adventure （BBC）2014年2月 -

### その他
- Audiostock
  - 「Samurai Blade」「Gaming Life」提供